# Andreas Dörner
Andreas „Andy” Dörner (ur. 2 lipca 1977) – niemiecki wokalista grupy Caliban.

## Życiorys
Pochodzi z Hattingen. Po raz pierwszy wystąpił na koncercie około 1992 na Newcomer Festival. Później został członkiem zespołu szkolnego, istniejącego od 1997 pod nazwą Never Again, a od 1998 jako Caliban. W zespole przez lata odpowiadał za śpiew wyłącznie w formie wykrzykiwanej (podczas gdy śpiew melodyjny wykonywał gitarzysta Denis Schmidt). Od albumu Elements z 2018 Dörner wykonuje również partie śpiewu melodyjnego. Ponadto tworzy teksty piosenek grupy. W lirykach do utworów zawiera głównie odniesienia do własnych doświadczeń i emocji.
Śpiewane przez niego utwory są wykonywane w języku angielskim. Od czasu nagrania coveru utworu "Sonne" autorstwa formacji Rammstein (2011) swego rodzaju tradycją jest, że jeden utwór  na albumie Caliban jest wykonywany w ojczystym języku niemieckim.
Przez 15 lat do roku 2010 był wegetarianinem. Przez pewien okres kariery wokalisty Caliban występował podczas koncertów używając makijażu na twarzy. W odróżnieniu od pozostałych muzyków swojej grupy oraz ogólnie innych przedstawicieli ciężkiej muzyki, nie posiada tatuaży. Za swój najbardziej pamiętny koncert wraz z grupą Caliban uznał występ przed ok. 400-tysięczną widownią na Przystanku Woodstock 2009 w Polsce.
Latem 2011 wziął ślub ze swoją partnerką, z którą ma córką i zamieszkał z nimi w Neukamperfehn. Przy swoim domu hobbystycznie zajmuje się ogrodnictwem.
Utwór "Memorial" z płyty I Am Nemesis (2012) został poświęcony ojcu Andreasa Dörnera, który zmarł w 2011 na raka. Piosenkę pt. "This Oath" na tymże albumie zadedykował swojej żonie.
Wokalista gościnnie udzielił się w utworze "Terminate The Unconcern", wydanym na albumie pt. Of Truth & Sacrifice (2020) zaprzyjaźnionej z Calibanem niemieckiej grupy Heaven Shall Burn.